# 아누라 쿠마라 디사나야케
아누라 쿠마라 디사나야카(싱할라어: අනුර කුමාර දිසානායක, 타밀어: அநுர குமார திசாநாயக்க, 1968년 11월 24일~)는 스리랑카의 정치인이자, 제10대 대통령이다. 그는 콜롬보구 출신의 국회의원이며, 현재 인민해방전선(JVP, 2014년부터)와 인민의 힘(NPP, 2019년부터)의 당 대표이다. 2019년 스리랑카 대통령 선거에 출마했으며, 2024년 스리랑카 대통령 선거에서 NPP 후보로 지명되어 반부패 플랫폼에서 선거운동을 펼치며 당선자로 떠올랐다.

## 정치 경력

### JVP 정치국
1995년, 그는 사회주의 학생회의 전국 조직원이 되었고, 인민해방전선(JVP)의 중앙 실무 위원회에 임명되었다. 1998년에 그는 JVP의 정치국에 임명되었다. 소마완사 아마라싱헤 치하에서 주류 정치에 다시 입문한 JVP는 1994년 스리랑카 의회 선거에서 찬드리카 쿠마라퉁가를 지지했지만, 곧 쿠마라퉁가 행정부에 대한 비판적인 목소리가 되었다.

### JVP 당대표
2014년 2월 2일, 제17차 JVP 전당대회에서 소마완사 아마라싱헤의 뒤를 이어 디사나야카가 JVP의 새 지도자로 지명되었다.

### 대통령 후보

#### 2019년 대통령 선거
2019년 8월 18일, JVP가 이끄는 정치 단체인 인민의 힘(NPP)은 디사나야카가 2019년 대통령 선거에서 대통령 후보가 될 것이라고 발표했다. 디사나야카는 418,553표를 얻어 선거에서 3번째로 성공한 후보가 되었다.

#### 2024년 대통령 선거
2023년 8월 29일, NPP는 디사나야카가 2024년 대통령 선거에 다시 출마할 것이라고 발표했다. 첫 번째 개표는 디사나야케가 42.31%의 득표율로 다수의 득표율을 기록한 후 SJB 후보 사지트 프레마다사가 32.76%로 그 뒤를 이었다. 과반수를 차지한 후보가 없었기 때문에 두 번째 개표가 진행되었다. 두 번째 개표 후 디사나야케가 55.89%의 득표율을 기록하며 승자로 선언되었다.

## 정치적 입장
디사나야카는 언론에서 마르크스주의자이자 신마르크스주의자로 묘사되어 왔다. 디사나야카는 집권 후 45일 이내에 의회를 해산하고 자신의 정책에 대한 일반적인 위임을 모색하겠다고 약속했다. 그는 2024년 대선에서 반부패 및 빈곤 퇴치 플랫폼에 출마했다.

## 역대 선거 결과
| 선거명      | 직책명                       | 대수 | 정당         | 1차 득표율 | 1차 득표수  | 2차 득표율 | 2차 득표수  | 결과 | 당락                     |
| ----------- | ---------------------------- | ---- | ------------ | ---------- | ----------- | ---------- | ----------- | ---- | ------------------------ |
| 2004년 선거 | 국회의원 (쿠루네갈라 선거구) | 13대 | 인민해방전선 | %          | 153,868표   |            |             | 위   | 쿠루네갈라 국회의원 당선 |
| 2015년 선거 | 국회의원 (콜롬보 선거구)     | 15대 | 인민해방전선 | %          | 65,966표    |            |             | 위   | 콜롬보 국회의원 당선     |
| 2019년 선거 | 스리랑카의 대통령            | 8대  | 인민해방전선 | 3.16%      | 418,553표   |            |             | 3위  | 낙선                     |
| 2020년 선거 | 국회의원 (콜롬보 선거구)     | 16대 | 인민해방전선 | %          | 49,814표    |            |             | 위   | 콜롬보 국회의원 당선     |
| 2022년 선거 | 스리랑카의 대통령            | 9대  | 인민해방전선 | 1.37%      | 3표         |            |             | 3위  | 낙선                     |
| 2024년 선거 | 스리랑카의 대통령            | 10대 | 인민해방전선 | 42.35%     | 5,634,915표 | 55.89%     | 5,740,179표 | 1위  | 스리랑카 대통령 당선     |